# Bitka na Rosinjači
Bitka na Rosinjači, kao i npr. Zasjeda u Kusonjama, jedna je od manje poznatih, ali i najherojskijih i najtragičnijih epizoda Domovinskog rata.
Kada su 5. prosinca 1991. snage JNA i četnici, nakon strahovite topničke pripreme, krenuli u konačno osvajanje grada Osijeka općim oklopno-pješačkim napadom, najjači prodor usmjerili su kroz šumu Rosinjača na južnom prilazu gradu. Zbog toga što na tom pravcu nije očekivan veći prodor srpskog agresora, položaje u šumi Rosinjača držale su samo snage ojačane desetine 106. osječke brigade HV (svega 16 hrvatskih vojnika).
U neravnopravnoj borbi, pokušavajući zaustaviti prodor daleko jačeg i brojnijeg neprijatelja (u snazi oklopno-mehanizirane bojne), toga dana izginuli su svi hrvatski branitelji u šumi Rosinjači. Međutim, njihova žrtva nije bila uzaludna jer su svojim otporom na kratko zaustavili neprijatelja, omogućivši konsolidaciju obrane na drugim prilazima Osijeku. Ponajviše zahvaljujući njihovom otporu grad je toga najkritičnijega dana ipak obranjen. Tog 5. prosinca 1991. godine sveukupno je u obrani Osijeka na njegovim prilazima poginulo 26 pripadnika 106. osječke brigade HV.
Prvi profesionalni dokumentarni film o ratnom Osijeku snimljen u produkciji HRT-a je film o bitci na Rosinjači pod nazivom Rosinjača.